# 多衣河白鱼
多衣河白鱼（学名：Anabarilius duoyiheensis），為輻鰭魚綱鯉形目鲴科白魚属的其中一種。分布於亞洲中國雲南省羅平縣淡水流域，棲息在溪流底中層水域，生活習性不明。种加词源自模式产地罗平县多衣河。

## 形态特征
体长132-166毫米。体型狭长稍侧扁。右侧第一鳃弓外侧鳃耙7-8。背鳍末根不分根鳍条为硬棘。胸鳍长，末端尖，后伸可达腹鳍基距离的3/4。

## 扩展阅读
維基物種上的相關：多衣河白鱼